# Miltefosina
Miltefosina (INN, hexadecilfosfocolina 
 marcas Miltex) es un agente antiprotozoario. Originalmente desarrollado como un medicamento antineoplásico, se descubrió que poseía actividad antiprotozoaria.  Se puede administrar oral y tópicamente.  
Se ha observado resistencia en leishmaniasis visceral al tratamiento con miltefosina

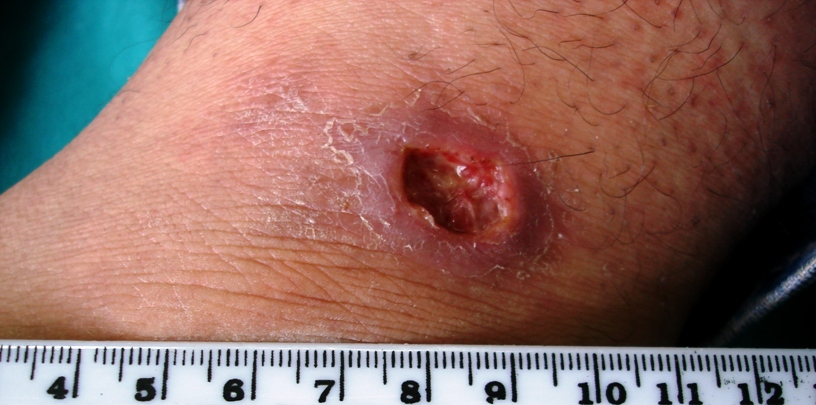
lesión de la enfermedad.

## Tolerancia
En un estudio en perros, se observaron síntomas gastrointestinal e hinchamiento en el sitio de la inyección, además de alza térmica
La miltefosina es el principio activo del medicamento "huérfano"  MIltex. Se ha empleado en solución al 6 % para  el tratamiento del botón de Oriente o leishmaniosis cutánea.Cia:  Gonzalez Saldaña et al. "Caso Clínico de un niño con leishmaniosis visceral en el que se sospechó síndrome mieloproliferativo"  Revista de Enfermedades Infecciosas en Pediatría Vol XXII Número 85) -También se ha empleado en dosis de 2,5 mg/ kilo peso como  forma oral en el tratamiento de la Leishmaniosis visceral o kala-azar, con buenos resultados ( jaime Soto, Paula Soto.  "Miltefosina  oral para tratamiento de la leishmaniasis" Biomédica 2006;26 (Supl.1) :207-17